# Josef Langl
Josef Langl (18. března 1843 Dobřany – 27. května 1916 Vídeň) byl rakouský malíř, grafik a spisovatel českého původu.

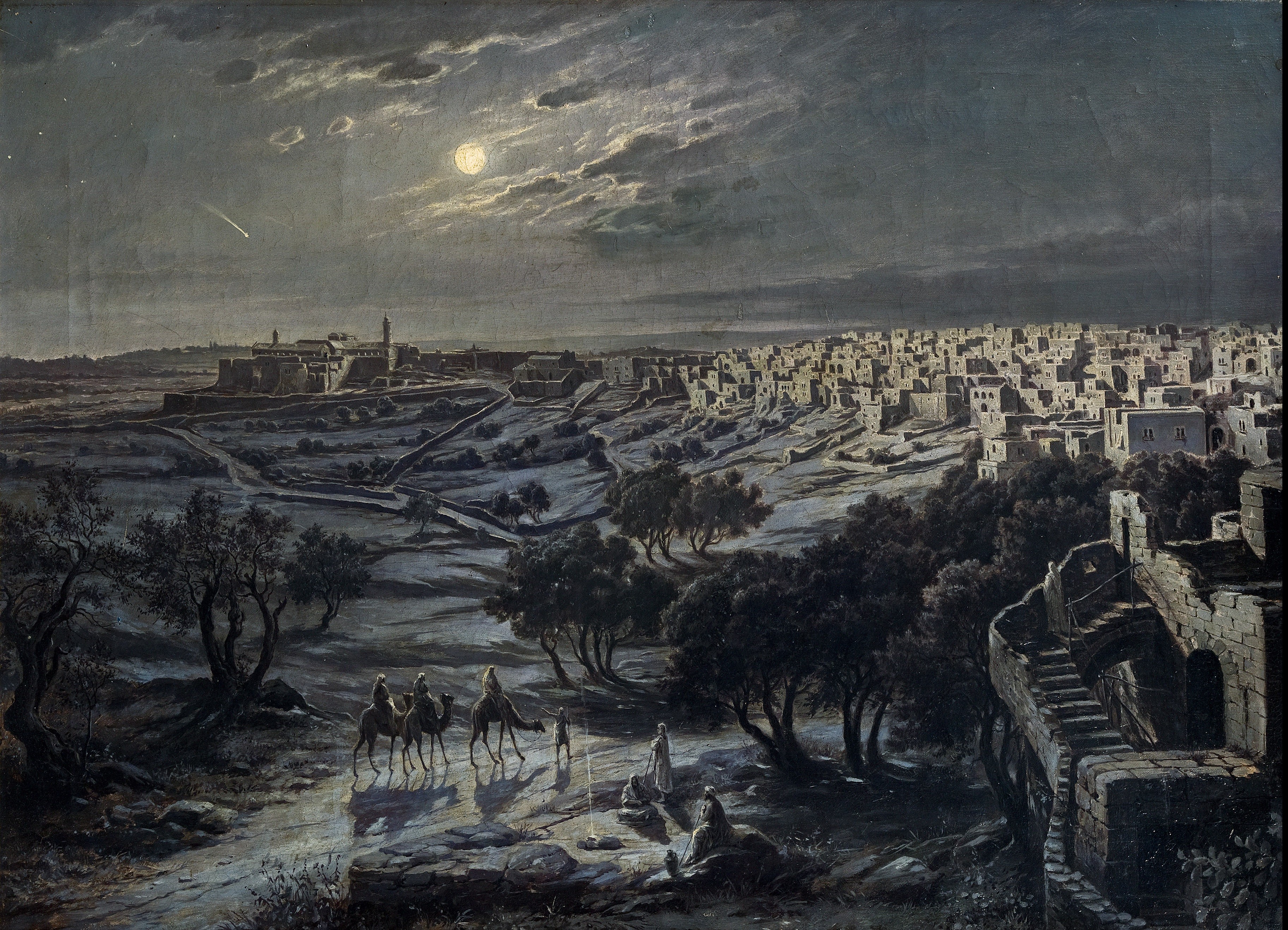
Josef Langl, Pohled na Betlém v noci

## Život
Narodil se 18. března 1843 svobodné matce Magdaleně Langlové v Dobřanech. Od roku 1855 žil téměř trvale ve Vídni. V roce 1858 započal studium malířství na vídeňské Akademii výtvarných umění. Zabýval se kromě malování i literaturou a filologií. V letech 1870 až 1892 vyučoval výtvarnou výchovu. Stal se rovněž odborným inspektorem pro výuku kreslení pro Vídeň a Dolní Rakousko. Tuto funkci vykonával do roku 1915. Vytvořil mnoho obrazů mezi nimiž nechybí panorama Vídně i rodných Dobřan. Byl rovněž autorem soch, knižních ilustrací a litografických předloh závěsných školních obrazů pro výuku dějepisu v Rakousko-Uhersku. Byl jmenován titulem školního a vládního rady a čestným občanem města Vídně. Zemřel 27. května 1916 ve Vídni.

## Galerie

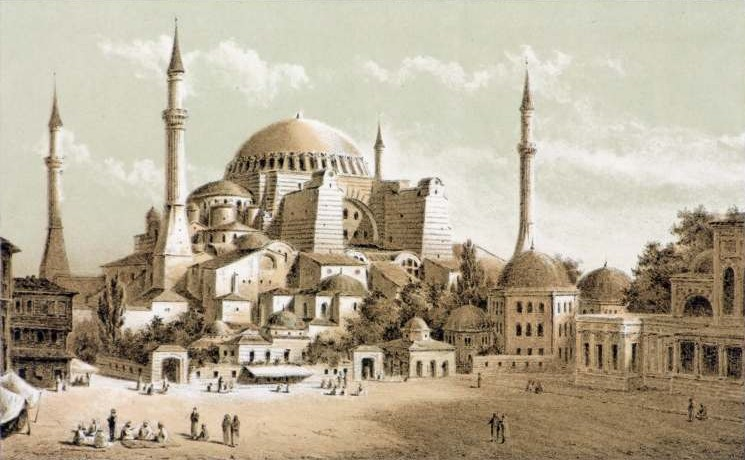
Josef Langl, Pohled na chrám Boží Moudrosti v Istanbulu, (1878)
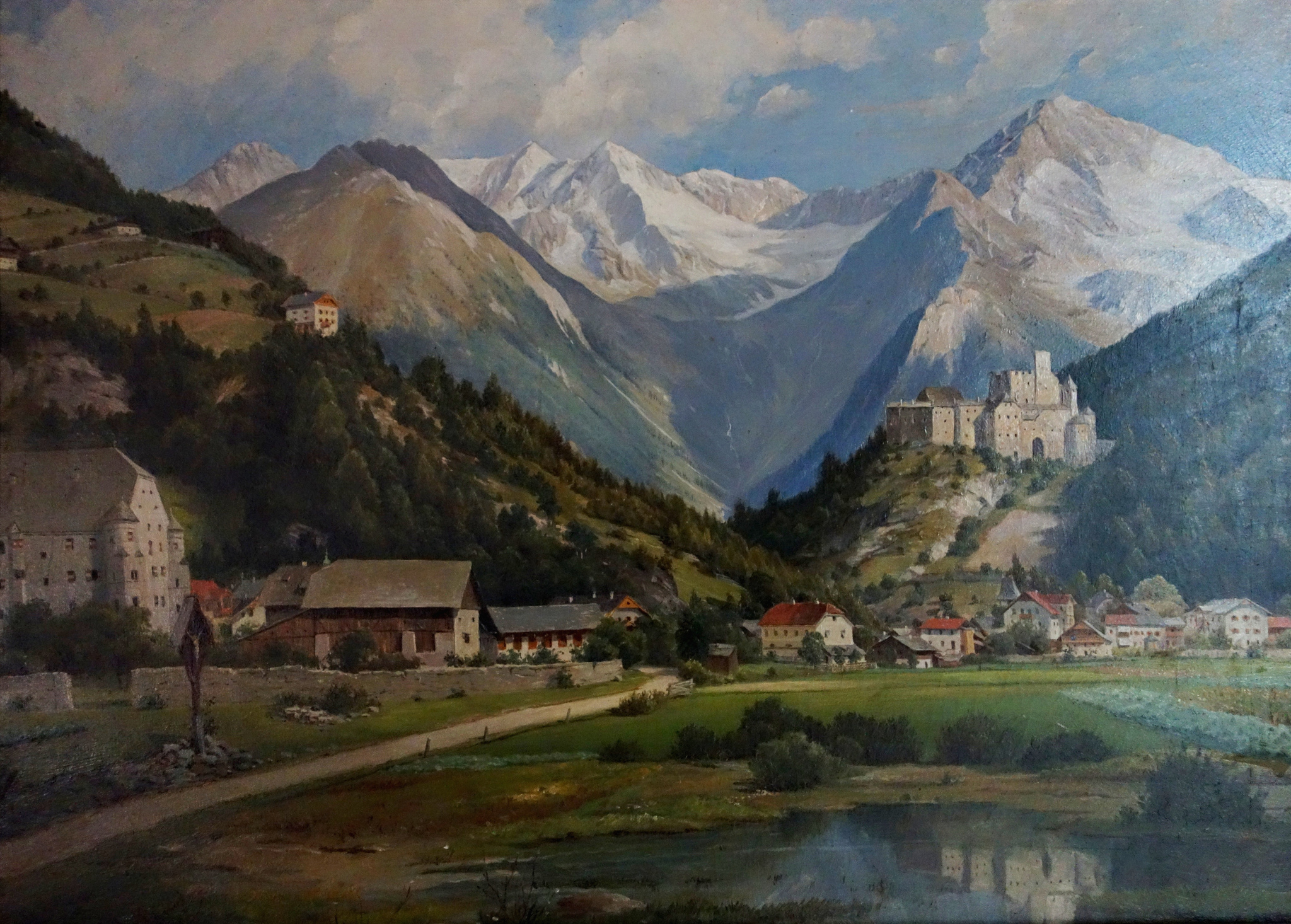
Josef Langl, Pohled na hrad Taufers
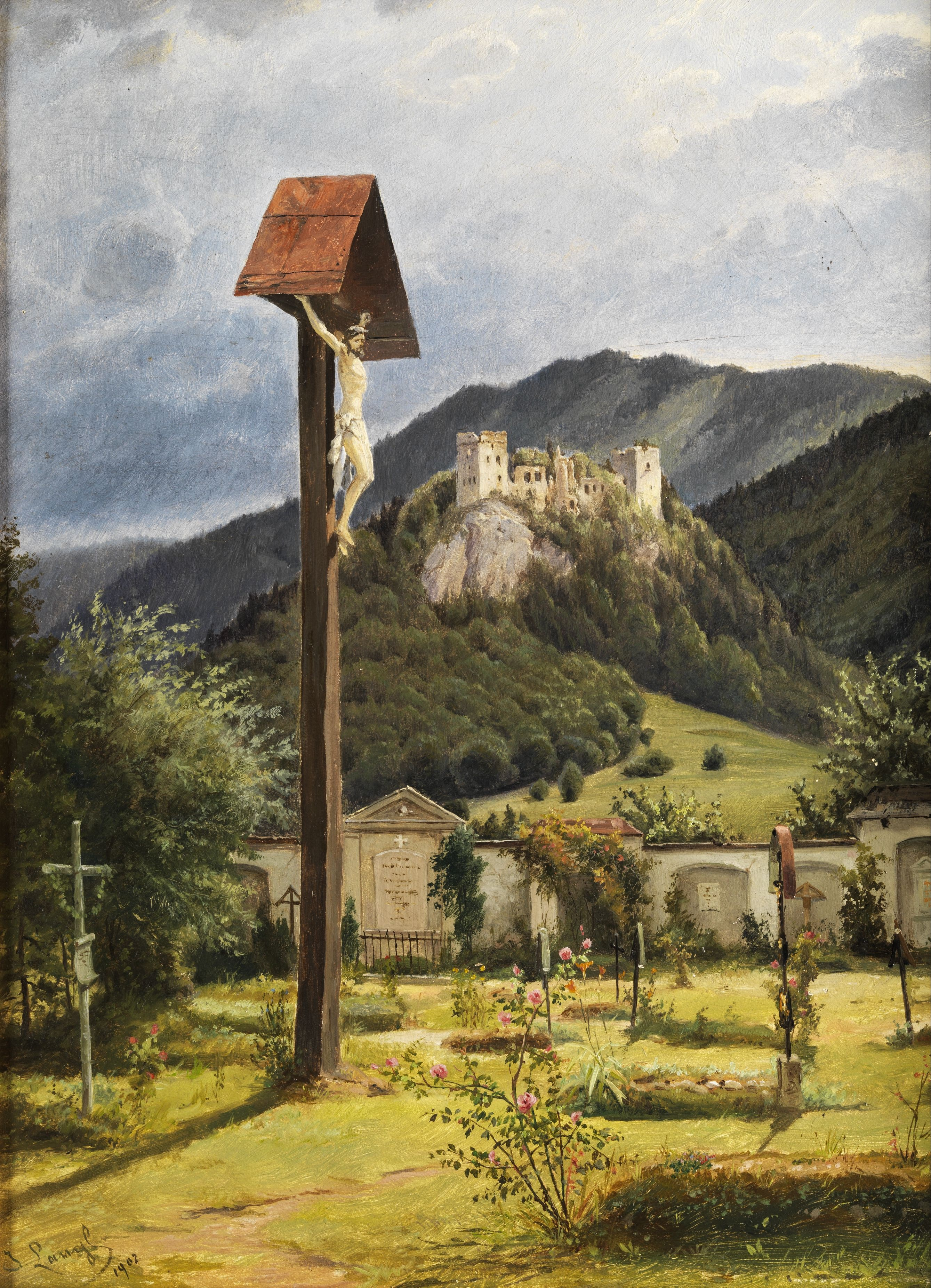
Josef Langl, Hřbitov St. Gallen a hrad Gallenstein (1902)